# کیم یانگ-هو (بازیگر)
کیم یانگ-هو (انگلیسی: Kim Young-ho؛ زادهٔ ۲۷ مهٔ ۱۹۶۷) بازیگر و خواننده اهل کشور کره جنوبی است. وی از سال ۱۹۸۸ میلادی تاکنون مشغول فعالیت بوده‌است.
از فیلم‌ها یا برنامه‌های تلویزیونی که وی در آن نقش داشته‌است می‌توان به شب و روز و ملکه کی اشاره کرد.